# Agència Espanyola de Protecció de la Salut en l'Esport
L'Agència Estatal Antidopatge, oficialment Agència Espanyola de Protecció de la Salut en l'Esport (AEPSAD) és una agència estatal espanyola encarregada de la protecció del dret a la salut de tots els esportistes i del dret a participar en una competició sense paranys, en condicions d'igualtat.

## Com actua
L'Agència té com a principal objectiu assegurar que l'esport es faci de forma sana i sense paranys, per a això:
- Té un sistema de protecció de la salut en l'esport i en l'activitat esportiva.
- Dissuadeix dels paranys i del dopatge a través de l'educació, del control de dopatge i de l'impuls, de projectes que ajudin en la comprensió d'aquesta xacra social i en la seva erradicació.
- Detecta les violacions de la política antidopatge a través dels programes de control de dopatge i els programes de recerca del mateix.
- Fa complir les normes antidopatge sancionant qualsevol infracció de les mateixes, aplicant la legislació vigent.

## Estructura
- Director de l'Agència.
- Secretaria de direcció.
- Director del laboratori de control antidopatge.
- Departament d'educació i recerca científica.
- Departament de control del dopatge.
- Departament d'esport i salut.[3]